# Diari de Sabadell
El Diari de Sabadell és una publicació independent que informa sobre l'actualitat de la ciutat de Sabadell i la seva àrea d'influència. Va néixer l'any 1977, tot i que és hereu de publicacions anteriors. De fet, aquesta capçalera és hereva del Diari Sabadellense creat el 1853 i, d'aleshores ençà, ha tingut diversos noms. El diari va ser una publicació bilingüe des del 1977 fins al mes d'abril de 2018, quan va passar a editar-se íntegrament en català.

## Història

Capçalera del diari amb Vallesana de Publicacions SL (fins a març 2018)

L'any 1942 neix un butlletí de la Falange Española que es convertirà en la publicació amb la capçalera Sabadell, precursora del Diari de Sabadell. El 1977 es va crear l'empresa Vallesana de Publicacions SL, que va ser responsable del diari durant quatre dècades, publicat de dimarts a dissabte. La tercera onada 2012 del Baròmetre de la Comunicació i la Cultura, donava al diari una xifra de 34.000 lectors, si bé el diari tenia aleshores 1.031 subscriptors individuals i unes vendes mitjanes al quiosc de 2.615 exemplars. La majoria de les vendes es concentraven, però, els dissabtes, amb una tirada de prop de 9.000 exemplars.
El gener de 2013 va passar a editar-se trisetmanalment, el dimarts, el dijous i el dissabte. Segons dades de l'anuari estadístic de Sabadell, la tirada mitjana del diari durant el 2016 va ser de 3.800 exemplars.
El 14 de febrer de 2018 es va anunciar que el diari imprimiria la seva darrera edició el 29 de març. El març de 2018 l'empresa editora va vendre la capçalera a l'editora Novapress Edicions, encapçalada pels sabadellencs Marc Basté i Leo Torrecilla. Basté, advocat i periodista amb llarga trajectòria en el món editorial, va passar a ser conseller delegat de Novapress Edicions i editor del diari, i va nomenar Albert Solé com a nou director del mitjà. Des de la primera edició a càrrec de Novapress Edicions, el diari es va editar íntegrament en català.
El 26 de juny de 2018 es va llançar el nou web i disseny del diari, que representa un salt important de model editorial i periodístic respecte de l'anterior. El maig de 2019 van acomiadar Albert Solé com a director del projecte.

## Direcció
- 1942- 2013 - Ramon Rodríguez Zorrilla
- 2013- 2018 - Josep Mercadé i Mateu[13]
- 2018- 2019 - Albert Solé i Bonamusa[8]